# 五諸侯增二
后髮座35，又名BD+22 2519，HD 112033、SAO 82550、HR 4894，是后髮座的一颗恒星，视星等为4.9，位于銀經307.21，銀緯84.1，其B1900.0坐标为赤經12h 48m 22.3s，赤緯+21° 84.1′ 19″。